# Johan Fredrik Mårtensson

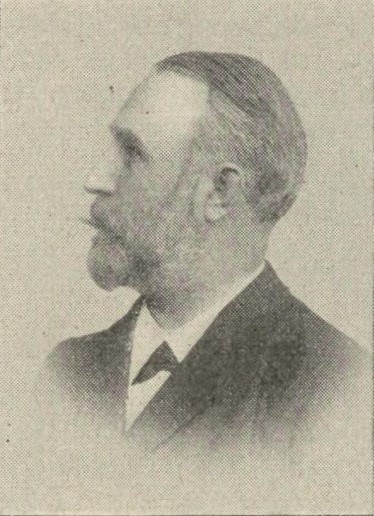
J.F. Mårtensson.

Johan Fredrik Mårtensson, född 18 november 1847 i Malmö Karoli församling, död 14 juni 1905 i Ronneby, var en svensk tullförvaltare.
Mårtensson avlade studentexamen 1871, blev extra ordinarie kammarskrivare i Tullverket samma år kammarskrivare 1883, tullkontrollör i Malmö 1893 och tullförvaltare i Karlskrona 1897. En kort tid efter efter att han han tillträtt sistnämnda befattning invaldes han i hälsovårdsnämnden, stadsfullmäktige och drätselkammaren i Karlskrona stad. Han visade särskilt intresse för de sanitära frågorna; på posten som hälsovårdsnämndens ordförande medverkade han i hög grad till tillkomsten av stadens epidemisjukhus och för en genomgripande reform av renhållningsväsendet. I slutet av sitt liv verkade han för tillkomsten av en asyl för fattiga barnaföderskor. Han avled i Ronneby, där han sökt bot för äggvitesjuka.
Mårtensson efterlämnade makan Anna Margareta, född Möller, samt barnen Gerda (gift med Georg Hesselman), Berta, Ragnar, Fritz, Ivar, Folke och Lennart Gripe.